# Liste des conseillers d'État du canton de Neuchâtel
Cette page présente la liste des conseillers d'État du canton de Neuchâtel à partir de 1848, année de proclamation de la république. 
Pour la période de la Principauté de Neuchâtel, on consultera la page Liste des conseillers d'État de la Principauté de Neuchâtel. 

## République et Canton de Neuchâtel

### Gouvernement provisoire (1ermars - 4 mai 1848)
- Alexis-Marie Piaget (rad), président
- Louis Brandt-Stauffer (rad)
- Louis-Edouard Montandon (rad)
- Georges Dubois (rad)
- Henri Grandjean (rad)
- Erhard Borel (rad)
- Louis Sandoz-Morthier (rad)
- Auguste Leuba (rad)
- Charles-Louis Jeanrenaud-Besson (rad)
- Aimé Humbert (rad), secrétaire

### 1848-1853 (Dissolution)
- Alexis-Marie Piaget (rad), 1848-1870
- Charles-Louis Jeanrenaud-Besson (rad), 1848-1959
- Jean-Jacques Steck  (rad), 1848-1850, remplacé par Louis Humbert-Droz (rad), 1850-1851, élu conseiller fédéral le 15 novembre 1875 et remplacé par Charles Jacot-Guillarmod (rad), 1851-1852, remplacé par James Ladame (rad), 1853-1856
- Georges Dubois (rad), 1848-1849, remplacé par Erhard Borel (rad), 1849-1953, remplacé par Georges Guillaume (rad), 1853-1886
- Louis Brandt-Stauffer (rad), 1848-1849, remplacé par Auguste Leuba (rad), 1849-1953,
- Aimé Humbert (rad), 1848-1859
- Louis-Edouard Montandon (rad), 1848-1851, remplacé par Frédéric Verdan (rad), 1851-1852, remplacé par Ami Girard (rad), 1852-1853

### 1853-1854
- Alexis-Marie Piaget (rad), 1848-1870
- Aimé Humbert (rad), 1848-1859
- Charles-Louis Jeanrenaud-Besson (rad), 1848-1959
- James Ladame (rad), 1853-1856
- Georges Guillaume (rad), 1853-1886
- Marcelin Jeanrenaud (rad), 1853-1871
- Louis Grandpierre (rad), 1853-1859

### 1854-1858
- Alexis-Marie Piaget (rad), 1848-1870
- Aimé Humbert (rad), 1848-1859
- Charles-Louis Jeanrenaud-Besson (rad), 1848-1959
- James Ladame (rad), 1853-1856, remplacé par Louis Clerc-Leuba (rad), 1856-1865
- Georges Guillaume (rad), 1853-1886
- Marcelin Jeanrenaud (rad), 1853-1871
- Louis Grandpierre (rad), 1853-1859

### 1858-1862
- Alexis-Marie Piaget (rad), 1848-1870
- Aimé Humbert (rad), 1848-1859, remplacé par Louis Denzler (rad), 1859-1862
- Charles-Louis Jeanrenaud-Besson (rad), 1848-1959, remplacé par Charles-Jules Matthey (rad), 1859-1862
- Georges Guillaume (rad), 1853-1886
- Marcelin Jeanrenaud (rad), 1853-1871
- Louis Grandpierre (rad), 1853-1859, remplacé par Frédéric-Auguste Monnier (père) (rad), 1859-1871
- Louis Clerc-Leuba (rad), 1856-1865

### 1862-1866
- Alexis-Marie Piaget (rad), 1848-1870
- Georges Guillaume (rad), 1853-1886
- Marcelin Jeanrenaud (rad), 1853-1871
- Louis Clerc-Leuba (rad), 1856-1865, remplacé par Auguste Ducommun-Leschot (rad), 1865-1868
- Alfred Dubois (rad), 1862-1862 (désistement), remplacé par Louis Denzler (rad), 1862-1865, remplacé par Eugène Borel (rad), 1865-1873
- Frédéric-Auguste Monnier (père) (rad), 1859-1871
- Henri Touchon (rad), 1862-1868

### 1866-1870
- Alexis-Marie Piaget (rad), 1848-1870
- Georges Guillaume (rad), 1853-1886
- Marcelin Jeanrenaud (rad), 1853-1871
- Auguste Ducommun-Leschot (rad), 1865-1868, remplacé par Louis-Constant Lambelet (rad), 1868-1871
- Eugène Borel (rad), 1865-1873
- Frédéric-Auguste Monnier (père) (rad), 1859-1871
- Henri Touchon (rad), 1862-1868, remplacé par Louis Clerc-Leuba (rad), 1868-1883

### 1870-1874
- Georges Guillaume (rad), 1853-1886
- Marcelin Jeanrenaud (rad), 1853-1871, remplacé par Numa Droz (rad), 1871-1876
- Louis-Constant Lambelet (rad), 1868-1871, remplacé par Numa Bourquin (rad), 1871-1875
- Eugène Borel (rad), 1865-1873, nommé Conseiller fédéral le 7 décembre 1872, remplacé par Auguste Cornaz (rad), 1872-1893
- Frédéric-Auguste Monnier (père) (rad), 1859-1871, élu juge fédéral le 11 juin 1896, remplacé par Emile Tripet (rad), 1871-1880
- Louis Clerc-Leuba (rad), 1868-1883
- Henri Touchon (rad), 1870-1876

### 1874-1878
- Georges Guillaume (rad), 1853-1886
- Louis Clerc-Leuba (rad), 1868-1883
- Numa Droz (rad), 1871-1876, nommé Conseiller fédéral le 15 novembre 1875, remplacé par Robert Comtesse (rad), 1876-1900
- Numa Bourquin (rad), 1871-1875, remplacé par Jules Philippin (rad), 1875-1882
- Henri Touchon (rad), 1870-1876, remplacé par Edourd Petitpierre (rad), 1877-1877, remplacé par A.-L. Roulet (rad), 1877-1886
- Emile Tripet (rad), 1871-1880
- Auguste Cornaz (rad), 1872-1893

### 1878-1882
- Georges Guillaume (rad), 1853-1886
- Louis Clerc-Leuba (rad), 1868-1883
- Emile Tripet (rad), 1871-1880, remplacé par Alfred Jeanhenry (rad), 1880-1880, remplacé par Ch.-Alfred Petitpierre-Steiger (rad), 1880-1898
- Auguste Cornaz (rad), 1872-1893
- Jules Philippin (rad), 1875-1882
- Robert Comtesse (rad), 1876-1900
- A.-L. Roulet (rad), 1877-1886

### 1882-1886
- Georges Guillaume (rad), 1853-1886
- Louis Clerc-Leuba (rad), 1868-1883,
- Auguste Cornaz (rad), 1872-1893
- Robert Comtesse (rad), 1876-1900
- A.-L. Roulet (rad), 1877-1886
- Ch.-Alfred Petitpierre-Steiger (rad), 1880-1898

### 1886-1890
- Auguste Cornaz (rad), 1872-1893
- Robert Comtesse (rad), 1876-1900
- Ch.-Alfred Petitpierre-Steiger (rad), 1880-1898
- Numa Grether (rad), 1886-1891
- John Clerc (rad), 1886-1898

### 1890-1894
- Auguste Cornaz (rad), 1872-1893, remplacé par Frédéric-Auguste Monnier (fils) (rad), 1893-1896
- Robert Comtesse (rad), 1876-1900
- Ch.-Alfred Petitpierre-Steiger (rad), 1880-1898
- Numa Grether (rad), 1886-1891, remplacé par Jules Morel (rad), 1891-1897
- John Clerc (rad), 1886-1898

### 1894-1898
- Robert Comtesse (rad), 1876-1900
- Ch.-Alfred Petitpierre-Steiger (rad), 1880-1898
- Jules Morel (rad), 1891-1897, remplacé par Frédéric Soguel (rad), 1897-1903
- John Clerc (rad), 1886-1898
- Frédéric-Auguste Monnier (fils) (rad), 1893-1896, remplacé par Jean-Édouard Berthoud (rad), 1896-1908

### 1898-1902
- Robert Comtesse (rad), 1876-1900, nommé Conseiller fédéral le 14 décembre 1899, remplacé par Auguste Pettavel (rad), 1900-1919
- Frédéric Soguel (rad), 1897-1903
- Jean-Édouard Berthoud (rad), 1896-1908
- Louis-Édouard Droz (lib), 1898-1915, premier élu libéral et premier élu non membre du parti radical.
- Édouard Quartier-la-Tente (rad), 1898-1922

### 1902-1906
- Frédéric Soguel (rad), 1897-1903, remplacé par Louis Perrier (rad), 1903-1912
- Jean-Édouard Berthoud (rad), 1896-1908
- Louis-Edouard Droz (lib), 1898-1915
- Édouard Quartier-la-Tente (rad), 1898-1922
- Auguste Pettavel (rad), 1900-1919

### 1906[1]-1910
- Jean-Édouard Berthoud (rad), 1896-1908, remplacé par Albert Calame (rad), 1908-1918
- Louis-Édouard Droz (lib), 1898-1915
- Édouard Quartier-la-Tente (rad), 1898-1922
- Auguste Pettavel (rad), 1900-1919
- Louis Perrier (rad), 1903-1912

### 1910-1914
- Louis-Édouard Droz (lib), 1898-1915
- Édouard Quartier-la-Tente (rad), 1898-1922
- Auguste Pettavel (rad), 1900-1919
- Louis Perrier (rad), 1903-1912, nommé Conseiller fédéral le 12 mars 1912, remplacé par Henri Calame (rad), 1912-1931.
- Albert Calame (rad), 1908-1918

### 1914-1918
- Louis-Edouard Droz (lib), 1898-1915, remplacé par Alfred Clottu (lib), 1915-1933
- Édouard Quartier-la-Tente (rad), 1898-1922
- Auguste Pettavel (rad), 1900-1919
- Albert Calame (rad), 1908-1918
- Henri Calame (rad), 1912-1931

### 1918-1922
- Édouard Quartier-la-Tente (rad), 1898-1922
- Auguste Pettavel (rad), 1900-1919, remplacé par Edgar Renaud (PPN), 1919-1949
- Henri Calame (rad), 1912-1931
- Alfred Clottu (lib), 1915-1933
- Ernst Béguin (rad), 1918-1942

### 1922-1925
- Henri Calame (rad), 1912-1931
- Alfred Clottu (lib), 1915-1933
- Ernst Béguin (rad), 1918-1942
- Edgar Renaud (PPN), 1919-1949, premier élu PPN.
- Ernst Strahm (PPN), 1922-1925

### 1925-1928
- Henri Calame (rad), 1912-1931
- Alfred Clottu (lib), 1915-1933
- Ernst Béguin (rad), 1918-1942
- Edgar Renaud (PPN), 1919-1949
- Antoine Borel (lib), 1925-1942

### 1928-1931
- Henri Calame (rad), 1912-1931
- Alfred Clottu (lib), 1915-1933
- Ernst Béguin (rad), 1918-1942
- Edgar Renaud (PPN), 1919-1949
- Antoine Borel (lib), 1925-1942

### 1931-1933
- Alfred Clottu (lib), 1915-1933
- Ernst Béguin (rad), 1918-1942
- Edgar Renaud (PPN), 1919-1949
- Antoine Borel (lib), 1925-1942
- Alfred Guinchard (rad), 1931-1942

### 1933-1937
- Edgar Renaud (PPN), 1919-1949
- Antoine Borel (lib), 1925-1942
- Alfred Guinchard (rad), 1931-1942
- Jean Humbert-Droz (lib), 1933-1953

### 1937-1941
- Edgar Renaud (PPN), 1919-1949
- Antoine Borel (lib), 1925-1942
- Alfred Guinchard (rad), 1931-1942
- Jean Humbert (lib), 1933-1953

### 1941-1945
- Edgar Renaud (PPN), 1919-1949
- Jean Humbert-Droz (lib), 1933-1953
- Jean-Louis Barrelet (rad), 1941-1969
- Camille Brandt (soc), 1941-1953, premier élu socialiste .
- Léo-Pierre Du Pasquier (rallt), 1941-1947, premier élu ralliement.

### 1945-1949
- Edgar Renaud (PPN), 1919-1949.
- Jean Humbert-Droz (lib), 1933-1953
- Jean-Louis Barrelet (rad), 1941-1969
- Camille Brandt (soc), 1941-1953
- Léo-Pierre Du Pasquier (rallt), 1941-1947
- Pierre-Auguste Leuba (rad), 1947-1965

### 1949-1953
- Jean Humbert-Droz (lib), 1933-1953
- Jean-Louis Barrelet (rad), 1941-1969
- Camille Brandt (soc), 1941-1953
- Pierre-Auguste Leuba (rad), 1947-1965
- Edmond Guinand (PPN), 1949-1965

### 1953-1957
- Jean-Louis Barrelet (rad), 1941-1969
- Pierre-Auguste Leuba (rad), 1947-1965
- Edmond Guinand (PPN), 1949-1965
- Gaston Clottu (lib), 1953-1969
- André Sandoz (soc), 1953-1960

### 1957-1961
- Jean-Louis Barrelet (rad), 1941-1969
- Pierre-Auguste Leuba (rad), 1947-1965
- Edmond Guinand (PPN), 1949-1965
- Gaston Clottu (lib), 1953-1969
- André Sandoz (soc), 1953-1960
- Fritz Bourquin (soc), 1960-1970

### 1961-1965
- Jean-Louis Barrelet (rad), 1941-1969
- Pierre-Auguste Leuba (rad), 1947-1965
- Edmond Guinand (PPN), 1949-1965
- Gaston Clottu (lib), 1953-1969
- Fritz Bourquin (soc), 1960-1970

### 1965-1969
- Jean-Louis Barrelet (rad), 1941-1969
- Gaston Clottu (lib), 1953-1969
- Fritz Bourquin (soc), 1960-1970
- Carlos Grosjean (rad), 1965-1977
- Rémy Schläppy (soc), 1965-1981

### 1969-1973
- Fritz Bourquin (soc), 1960-1970
- Carlos Grosjean (rad), 1965-1977
- Rémy Schläppy (soc), 1965-1981
- Jacques Béguin (PPN), 1969-1985
- René Meylan (soc), 1970-1980
- François Jeanneret (lib), 1969-1981.

### 1973-1977
- Carlos Grosjean (rad), 1965-1977
- Rémy Schläppy (soc), 1965-1981
- Jacques Béguin (PPN), 1969-1985
- René Meylan (soc), 1970-1980
- François Jeanneret (lib), 1969-1981.

### 1977-1981
- Rémy Schläppy (soc), 1965-1981
- Jacques Béguin (PPN), 1969-1985
- René Meylan (soc), 1970-1980, remplacé par Pierre Dubois (soc), 1980-1997.
- André Brandt (rad), 1977-1989.
- François Jeanneret (lib), 1969-1981.

### 1981-1985
- Jacques Béguin (PPN), 1969-1985
- André Brandt (rad), 1977-1989.
- Pierre Dubois (soc), 1980-1997.
- René Felber (soc), 1981-1987.
- Jean Cavadini (lib/PPN), 1981-1993.

### 1985-1989
- André Brandt (rad), 1977-1989.
- Pierre Dubois (soc), 1980-1997.
- René Felber (soc), 1981-1987, nommé Conseiller fédéral le 9 décembre 1987, remplacé par Francis Matthey (soc), 1988-2001.
- Jean-Claude Jaggi (lib/PPN), 1985-1992.
- Jean Cavadini (lib/PPN), 1981-1993.

### 1989-1993
- Pierre Dubois (soc), 1980-1997.
- Jean-Claude Jaggi (lib/PPN), 1985-1992, remplacé par Pierre Hirchy (lib/PPN), 1992-2005.
- Jean Cavadini (lib/PPN), 1981-1993.
- Francis Matthey (soc), 1988-2001.
- Michel von Wyss (ind.), 1989-1993.

### 1993-1997
- Pierre Dubois (soc), 1980-1997.
- Francis Matthey (soc), 1988-2001.
- Pierre Hirchy(lib/PPN), 1992-2005.
- Maurice Jacot (rad), 1993-1997.
- Jean Guinand (lib/PPN), 1993-2001.

### 1997-2001
- Francis Matthey (soc), 1988-2001.
- Pierre Hirchy(lib/PPN), 1992-2005.
- Jean Guinand (lib/PPN), 1993-2001.
- Thierry Béguin (rad), 1997-2005.
- Monika Dusong (soc), 1997-2005, première femme élue.

### 2001-2005
- Pierre Hirchy(lib/PPN), 1992-2005.
- Thierry Béguin (rad), 1997-2005.
- Monika Dusong (soc), 1997-2005.
- Sylvie Perrinjaquet (lib/PPN), 2001-2009.
- Bernard Soguel (soc), 2001-2009.

### 2005-2009
- Sylvie Perrinjaquet (lib/PPN), 2001-2009.
- Bernard Soguel (soc), 2001-2009.
- Fernand Cuche (verts), 2005-2009, premier élu verts.
- Roland Débely (rad), 2005-2009.
- Jean Studer (soc), 2005-2012.

### 2009-2013
- Jean Studer (soc), 2005-31.07.2012, remplacé par Laurent Kurth depuis le 14.10.2012.
- Gisèle Ory (soc), 2009-2013.
- Claude Nicati (plr), 2009-2013.
- Philippe Gnaegi (plr). 2009-2013.
- Frédéric Hainard (plr), 2009-31.10.2010, remplacé par Thierry Grosjean (plr), 2010-2013.

### 2013-2017
- Laurent Kurth (soc), depuis 2012.
- Jean-Nathanaël Karakash (soc), 2013-2021.
- Monika Maire-Hefti (soc), 2013-2021.
- Alain Ribaux (plr), depuis 2013.
- Yvan Perrin (udc), 2013, jusqu'au 16.06.2014, remplacé par Laurent Favre depuis le 28.09.2014.

### 2017-2021
- Laurent Kurth (soc), depuis 2012.
- Jean-Nathanaël Karakash (soc), 2013-2021.
- Monika Maire-Hefti (soc), 2013-2021.
- Alain Ribaux (plr), depuis 2013.
- Laurent Favre (plr) depuis 2014.

### 2021-2025
- Laurent Kurth (soc), depuis 2012. Remplacé par Frédéric Mairy depuis mars 2024.
- Alain Ribaux (plr), depuis 2013.
- Laurent Favre (plr), depuis 2014.
- Florence Nater (soc), depuis 2021.
- Crystel Graf (plr), depuis 2021.

## Sources
- Rémy Scheurer, Louis-Edouard Roulet, Jean Courvoisier, Histoire du Conseil d'État neuchâtelois; des origines à 1945, Neuchâtel, Chancellerie d'État, 1987
- « Membres du gouvernement depuis 1848 », sur ne.ch (consulté le 16 juillet 2009)